# Lessingham
Lessingham är en ort och civil parish i Storbritannien.   Den ligger i grevskapet Norfolk och riksdelen England, i den sydöstra delen av landet, 180 km nordost om huvudstaden London. Lessingham ligger 2 meter över havet och antalet invånare är 467.
Terrängen runt Lessingham är mycket platt. Havet är nära Lessingham åt nordost. Runt Lessingham är det tätbefolkat, med 356 invånare per kvadratkilometer. Närmaste större samhälle är North Walsham, 11,2 km väster om Lessingham. 